# Hiroyuki Hamada
Hiroyuki Hamada (Satsumasendai, 29 ottobre 1925 – 16 settembre 2003) è stato un karateka e maestro di karate giapponese.
Fu il fondatore del karate Nihon Koden Shindo Ryu e maestro di Felton Messina.

## Storia
Nel 1939, all'età di 15 anni iniziò a praticare lo stile di karate Okinawense chiamato: Tomari-Ha. Nel marzo 1943, raggiunse il diploma al liceo, dopo aver perso due anni di scuola a causa della seconda Guerra mondiale, lo stesso tempo lo utilizzò per allenarsi nel Karate. In quell'anno iniziò lo studio di stili okinawensi della corrente dello Shuri-Te. Fra l'aprile 1943 e marzo 1944 si dedicò a tempo pieno alla pratica e al perfezionamento del Karate.
Nell'aprile 1944 entrò nei marine giapponesi. Dagli inizi della guerra al 1945 fece parte di una delle squadre dell'Aeronautica di Kurashiki. Quando ricevette la notizia della sconfitta giapponese, rifletté per 10 giorni sulla possibilità di praticare il Seppuku. Dopo quei dieci giorni si decise fermamente a vivere ed aiutare gli altri attraverso il Karate-Do. Nell'Agosto 1945, fece ritorno nella città di Satsumasendai.